# Cocadas

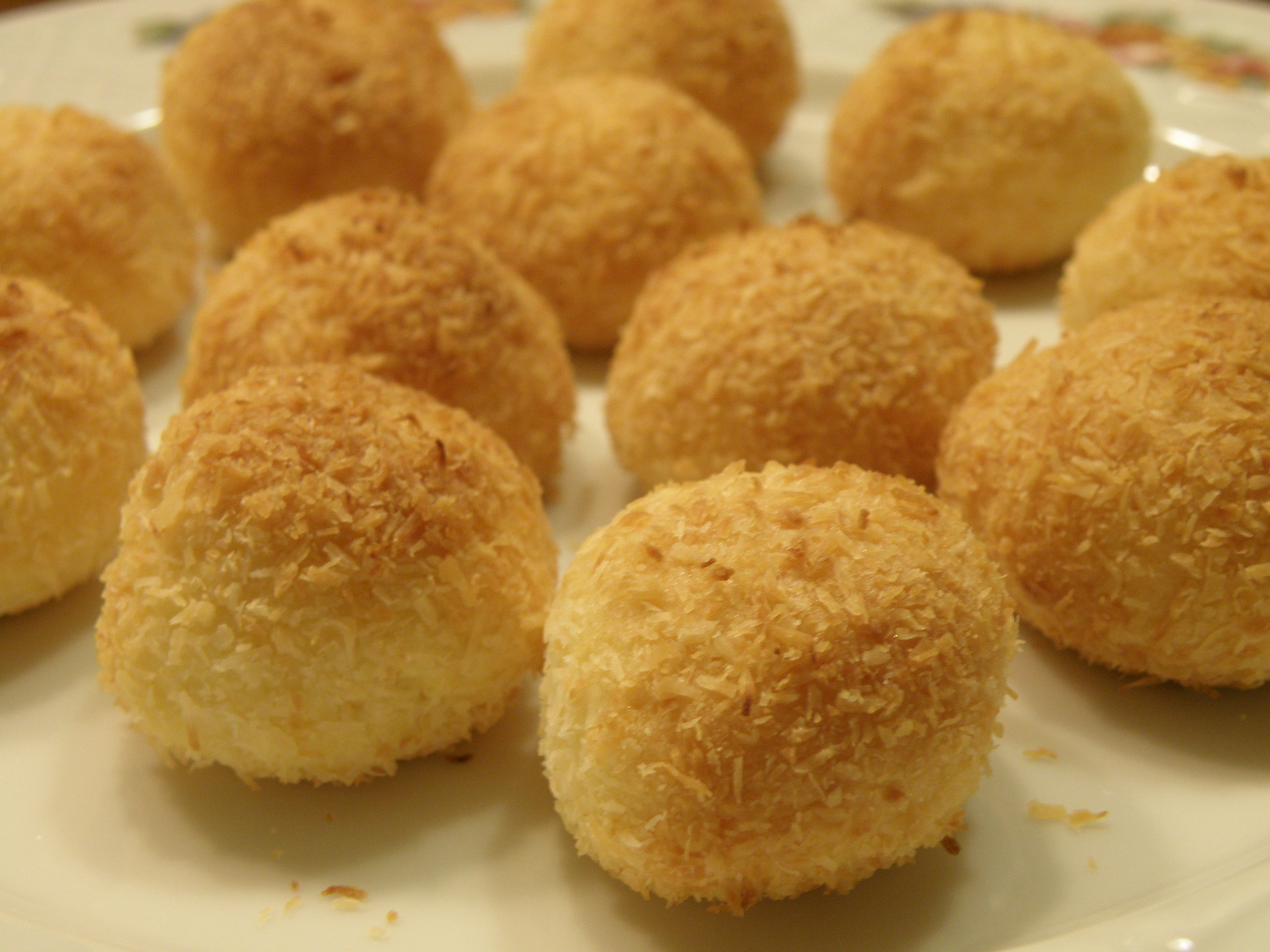
Cocadas aus Ferrol, Galicien

Cocadas sind traditionelle Süßigkeiten aus Kokosnussraspeln, Ei und Zucker, die in Lateinamerika weit verbreitet sind. Cocadas wurden schon 1878 in Peru erwähnt. Besonders beliebt sind sie in Mexiko, Argentinien, Brasilien, Kolumbien, Venezuela und Chile. Cocadas werden im Ofen gebacken, aber bei Zimmertemperatur serviert, damit die Konsistenz weich bleibt. Sie werden zu Bällchen geformt oder, je nach Konsistenz, als hochviskose Paste oder als Block angeboten. Dank moderner Lebensmittelfarben haben Cocadas heutzutage nicht mehr nur die traditionelle goldbraune Farbe, sondern können ganz nach Wunsch koloriert werden. Sie werden häufig mit geraspelten oder ganzen Mandeln garniert. Es gibt Hunderte von Rezepten für Cocadas, von den typischen, harten, sehr süßen Bällchen bis zu weicheren, die fast puddingartig sein können. Oft werden Früchte, auch getrocknete, beigefügt, um eine größere Farb- und Geschmacksvielfalt zu schaffen.

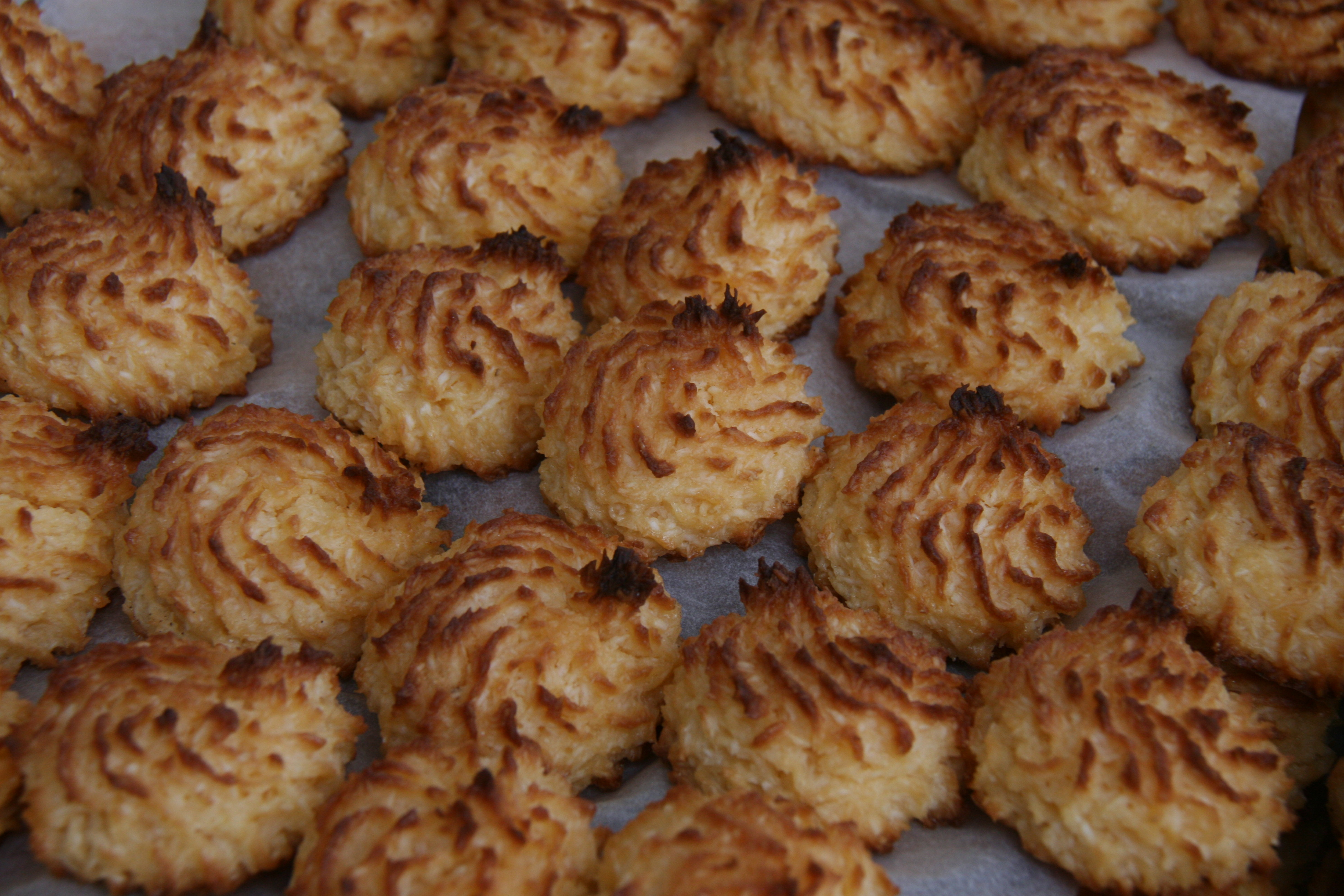
Goldbraune Cocadas

## Nach Ländern

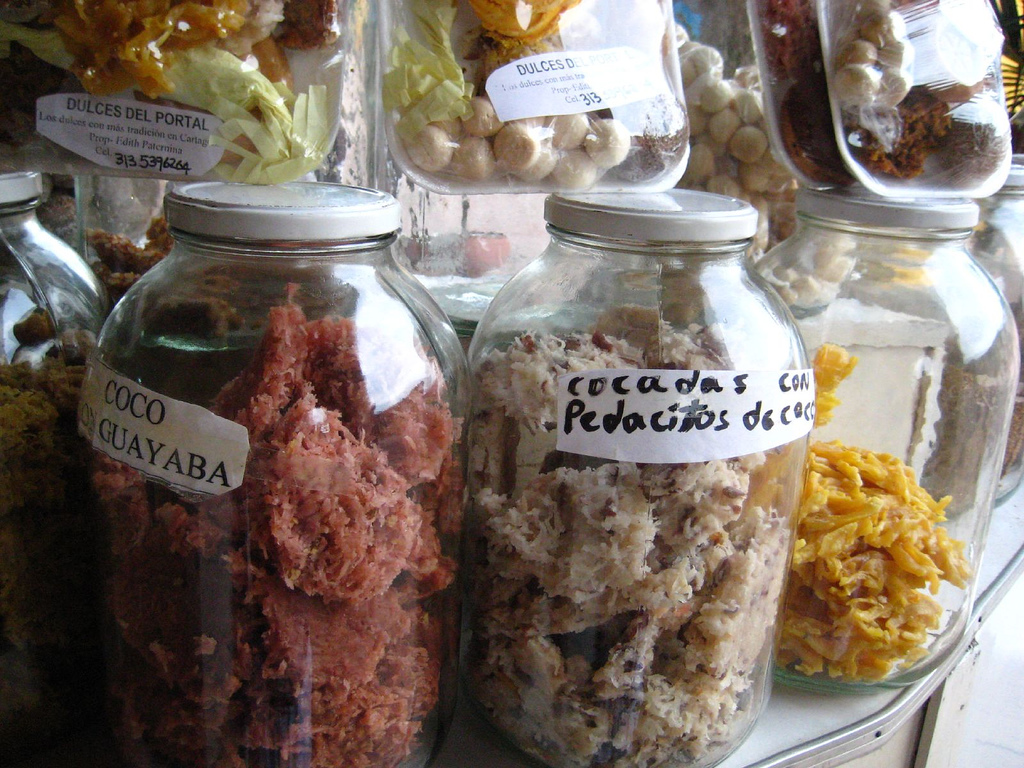
Kolumbianische Cocadas in Gläsern

### Mexiko
In Tecolutla wurde 2014 im Rahmen des Festival del Coco in einer langgezogenen Backform die mit 231 Metern längste Cocada der Welt gebacken.

### Brasilien
In Brasilien stammen Cocadas als traditionelle Süßigkeit aus dem Nordosten des Landes. Eine brasilianische Variante ist die schwarze Cocada, die mit Rohzucker und gebräunter Kokosnuss zubereitet wird. Die Phrase „rei da cocada preta“ (König der schwarzen Cocadas) bezieht sich auf eine arrogante Person, die meint, sie sei besser als andere.

### Venezuela
In Venezuela bezieht sich das Wort „Cocadas“ auf ein Getränk, das mit Kokosnuss gemischt wird. Die Süßigkeit dagegen wird „conserva de coco“ genannt.